# Allan Moffat
Allan George Moffat (Saskatoon, Saskatchewan, Canadá 10 de noviembre de 1939) es un piloto de automovilismo canadiense nacionalizado australiano. Ganó cuatro títulos en el Campeonato Australiano de Turismos (actual Supercars Championship) y logró cuatro victorias en las 1000 km de Bathurst y seis en los 500 km de Sandown.
Es miembro del Salón de la Fama de Supercars y del Salón de la Fama del Deporte de Australia, además recibió una Orden del Imperio Británico.

## Carrera deportiva

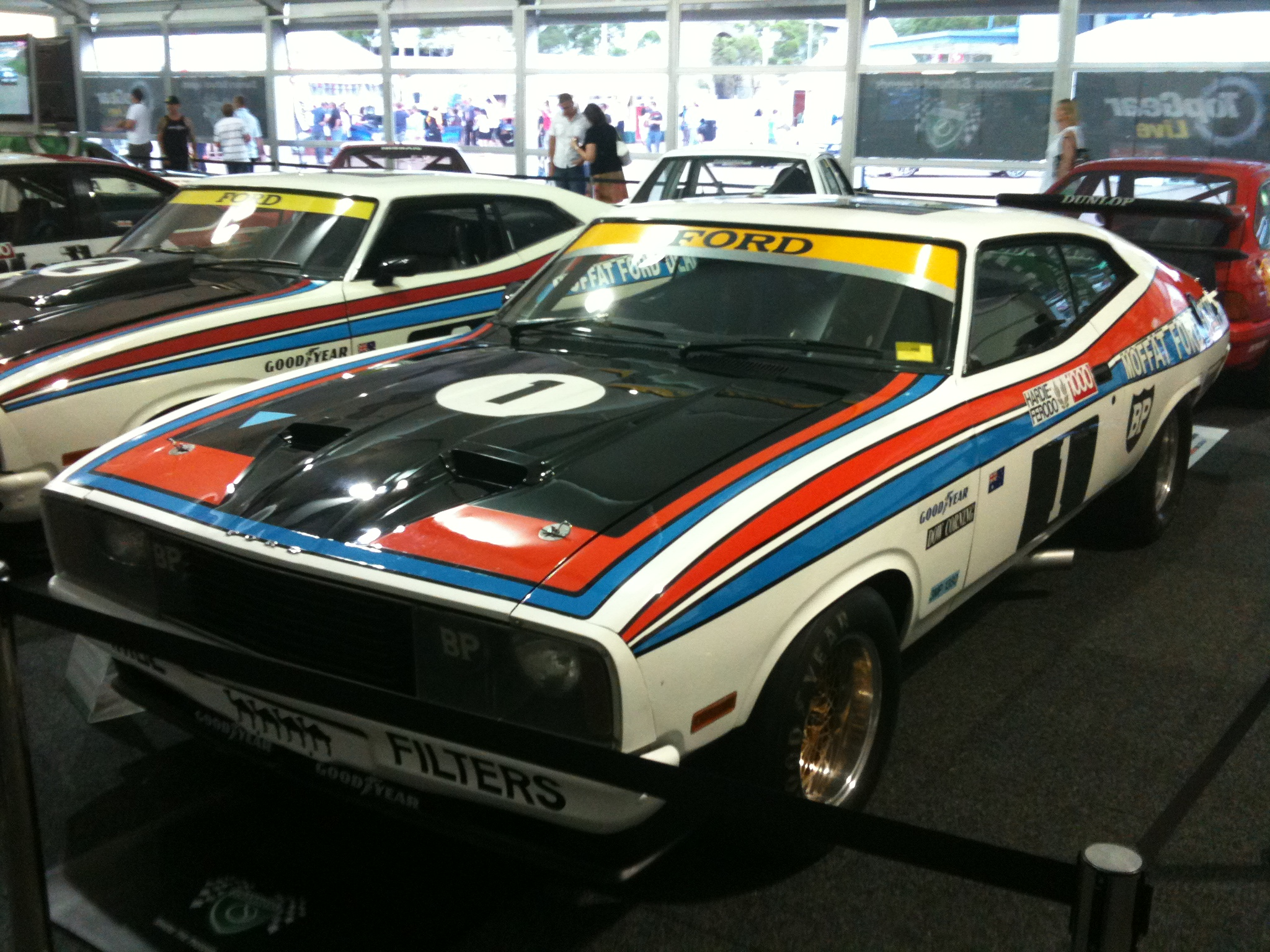
Ford XC Falcon con el que ganó los 1000 km de Bathurst de 1977 junto a Jacky Ickx.

### Australia
Allan Moffat, nacido en Canadá pero residente en Australia desde los 17 años, cuando su familia se mudó a este país, participó en su primera carrera de importancia en 1964. Disputó las 6 Horas de Sandown, la primera edición de la actual carrera de 500 km de Sandown. Al año siguiente participó en el Campeonato Australiano de Turismos, que en ese entonces consistía en una única carrera, y finalizó cuarto con su Ford Cortina Lotus.
En 1970, tras unos años compitiendo en América del Norte, disputó la temporada completa del Campeonato Australiano de Turismos (ATCC). Ganó la primera carrera en Calder conduciendo un Ford Mustang Boss 302. Al año siguiente fue uno de los protagonistas en la lucha por el título, siendo finalmente subcampeón contra Bob Jane, habiendo logrado tres victorias cada uno. Esos dos años vieron a Moffat ganador de las 500 Millas de Bathurst (más tarde, 1000 km) en solitario sobre unidades Ford Falcon GTHO.
Logró el primero de sus cuatro títulos en el ATCC en 1973, habiendo ganado las cuatro primeras carreras del calendario con su Ford XY Falcon con apoyo oficial de Ford Australia. Ese año también logró la victoria en los 1000 km de Bathurst junto a Ian Geoghegan.
Moffat repitió la obtensión del título del ATCC en 1976 y 1977, teniendo como principal rival a Colin Bond. Logró 10 victorias en un total de 22 carreras entre ambas temporadas, con su Ford XB Falcon GT Hardtop ya sin apoyo oficial, además de los 1000 km de Bathurst de 1977 junto al piloto de Fórmula 1 Jacky Ickx. También compitió en el nuevo Campeonato Australiano de Sedánes Deportivos, donde obtuvo el título de 1976 con un Ford Capri RS3100 y un Chevrolet Monza.

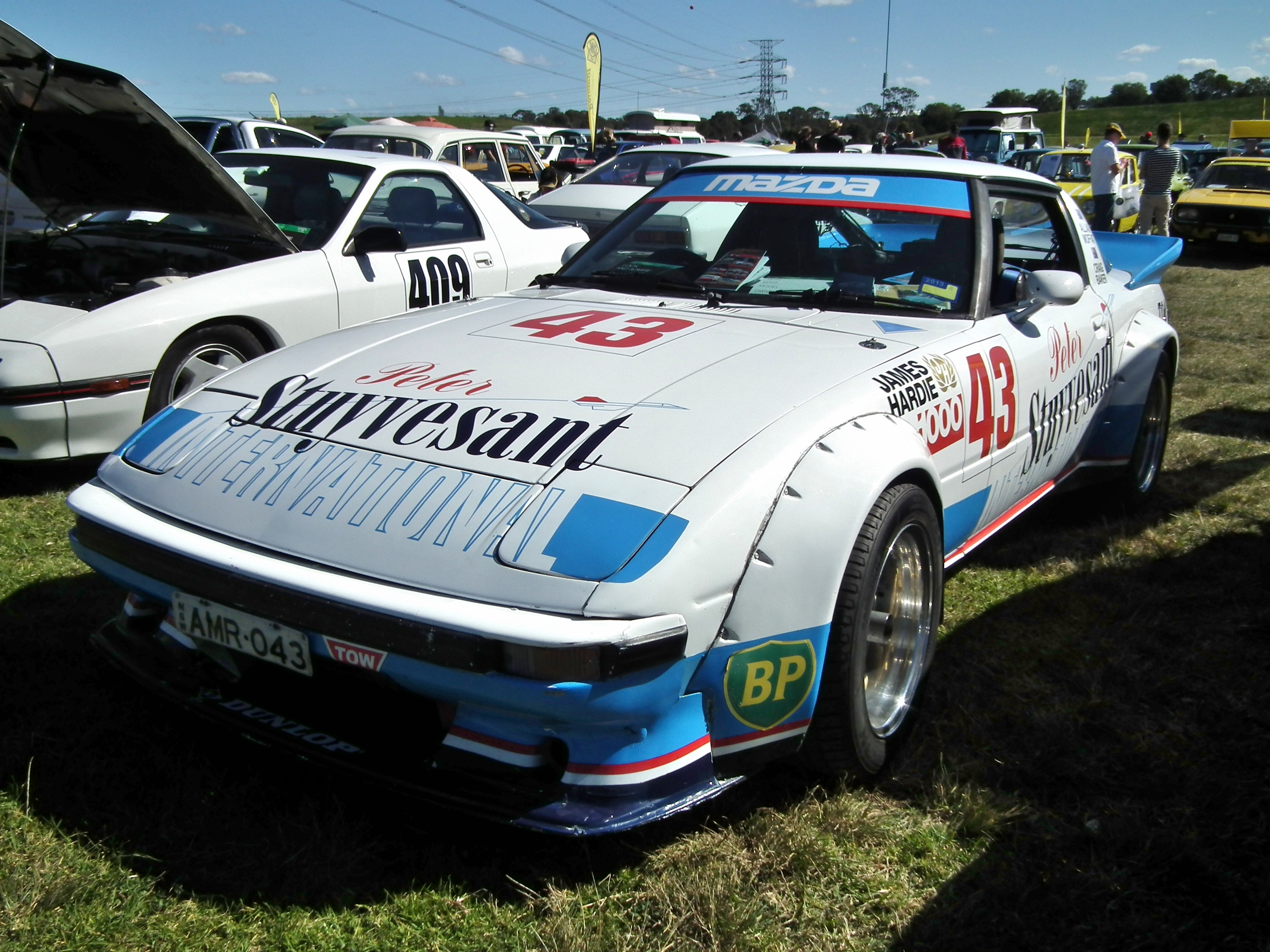
Réplica del RX7 con el que compitió en 1982.

Su siguiente título nacional llegó en 1980, cuando fue campeón australiano de autos deportivos con un Porsche 930 Turbo. A su vez, en 1982 y 1984 ganó el campeonato australiano de resistencia, creado en 1981 y que incluía carreras como la Bathurst 1000 o la Sandown 500, con un Mazda RX-7.
En 1983, el canadiense ganó su último título en ATCC y el primero con Mazda, en un campeonato marcado por un polémico sistema de puntuación que perjudicaba a los vehículos de gran potencia como el de Moffat. Además, su rival por el título, George Fury, no participó en el último evento por un boicot de Nissan contra la organización. Al año siguiente, Moffat sufrió un fuerte accidente en Surfers Paradise cuando intentaba adelantar a un rival que estaba perdiendo una vuelta. Los coches hicieron contacto y el Mazda de Moffat se salió de pista y chocó el tocón de un árbol que se encontraba en la escapatoria sin protección. Sufrió una fractura de esternón y estuvo tres meses fuera de las pistas.
Cuando Mazda se retiró el campeonato australiano en 1985, tras un cambio de reglamento, Moffat también lo hizo. Al año siguiente, se unió a Holden que ya contaba con su antiguo rival Peter Brock, formando así una dupla con los dos pilotos íconos del momento en Australia. Durante su corta duración, la dupla Moffat-Brock lograron varios éxitos en las carreras locales de resistencia. Moffat volvió a Ford a mediados de 1987 y compitió con esta marca en los últimos años de su carrera profesional.
Su victoria en los 500 km de Sandown de 1988 fue la última en Australia. Durante esos años compitió con un Sierra RS500 construido por la alemana Eggenberger Motorsport. En los 1000 km de Bathurst de 1989, Moffat decidió no competir al considerar que sus compañeros, los alemanes Klaus Niedzwiedz y Frank Biela, eran más rápidos que él y podían luchar por la victoria de la carrera. Su última competencia como profesional fue una carrera de 500 km en Japón, dos días antes de cumplir los 50 años.

### Internacional
Entre 1966 y 1968 se trasladó a Estados Unidos para competir en el equipo de Carroll Shelby en la Trans-Am Series, donde logró una victoria en su clase, y en carreras de larga duración como las 24 Horas de Daytona, junto al australiano Horst Kwech.

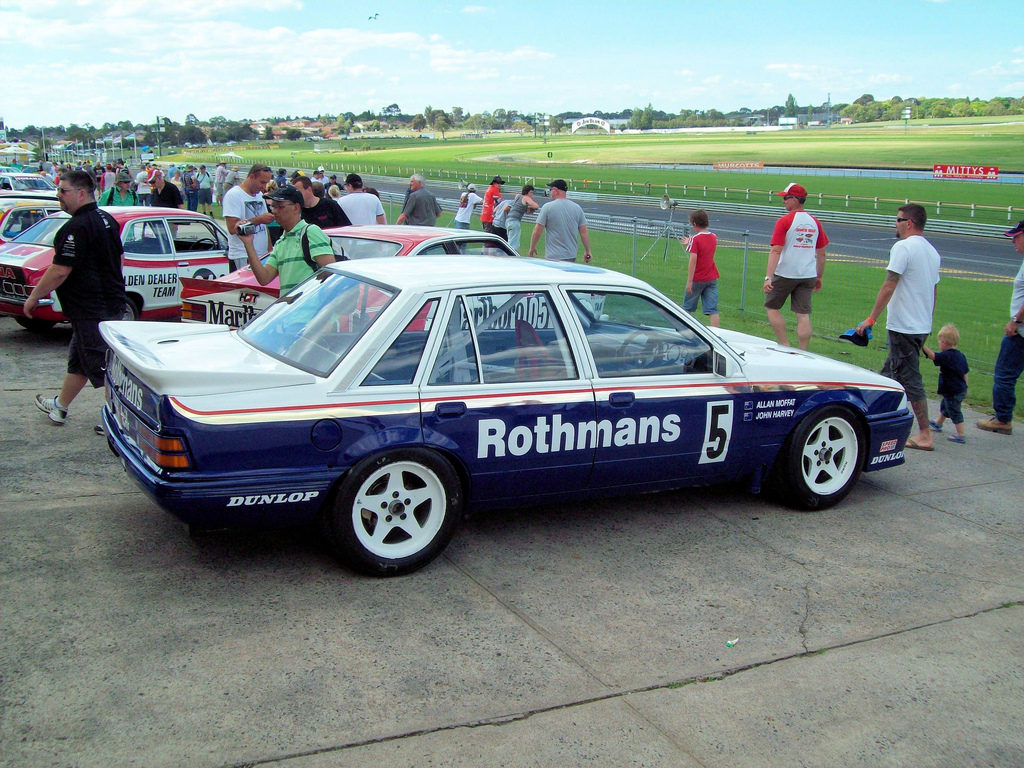
Holden VL Commodore Grupo A con el que Moffat y Harvey vencieron en la Monza 500.

Moffat ganó las 12 Horas de Sebring de 1975 junto a Brian Redman, Hans-Joachim Stuck y Sam Posey al mando de un BMW 3.0 CSL oficial. El canadiense fue llamado para competir en el BMW n.º 25 y ocupó así el lugar que originalmente estaba pensado para Ronnie Peterson. A su vez, participó en dos ediciones de las 24 Horas de Le Mans: en 1980 y 1982. Su mejor participación fue su segunda, con un RX-7 de Mazdaspeed, al finalizar 14.º. Ese mismo año ganó en su clase en las 24 Horas de Daytona con un RX-7 del equipo local Kent Racing.
En 1986 participó en el Campeonato Europeo de Turismos de la mano de Holden, junto a Peter Brock. En 1987 ganó la Monza 500, la primera carrera del primer Campeonato Mundial de Turismos, junto a John Harvey conduciendo un Holden VL Commodore de Grupo A sin apoyo oficial. También ganó en su clase en las 24 Horas de Spa de 1987 junto a Harvey y Tony Mulvihill. A pesar de que ambas carreras eran parte del campeonato mundial, la pareja no sumó puntos por no haber pagado la tarifa correspondiente antes del inicio de la temporada.

## Resumen de carrera
| Temporada | Categoría                                    | Equipo                                  | Carreras | Victorias | Poles | VR | Podios | Puntos | Pos. |
| --------- | -------------------------------------------- | --------------------------------------- | -------- | --------- | ----- | -- | ------ | ------ | ---- |
| 1964      | 6 Horas de Sandown - Clase G                 | Allan Moffat Racing                     | 1        | 0         | 0     | 0  | 0      | N/A    | 4.º  |
| 1965      | 6 Horas de Turismos Internacional            | Allan Moffat Racing                     | 1        | 0         | 0     | 0  | 0      | N/A    | ?    |
| 1965      | Campeonato Australiano de Turismos           | Allan Moffat Racing                     | 1        | 0         | 0     | 0  | 0      | N/A    | 4.º  |
| 1966      | Trans-Am Series - Hasta 2.0                  | Tricon Racing Team                      | 6        | 1         | 0     | 0  | 2      | ?      | ?    |
| 1967      | Trans-Am Series - Hasta 2.0                  | Allan Moffat Racing                     | 6        | 0         | 1     | 0  | 0      | ?      | ?    |
| 1967      | Trans-Am Series - Sobre 2.0                  | Mathews Racing Team Allan Moffat Racing | 5        | 0         | 0     | 0  | 1      | ?      | ?    |
| 1968      | Trans-Am Series - Hasta 2.0                  | Shelby Racing                           | 2        | 0         | 0     | 0  | 0      | ?      | ?    |
| 1968      | 24 Horas de Daytona                          | Shelby Racing                           | 1        | 0         | 0     | 0  | 0      | N/A    | ?    |
| 1968      | Campeonato Australiano de Pilotos            | Bob Jane Racing                         | ?        | ?         | ?     | ?  | ?      | 0      | NC   |
| 1969      | Campeonato Australiano de Turismos           | ?                                       | ?        | ?         | ?     | ?  | ?      | ?      | ?    |
| 1970      | Campeonato Australiano de Turismos           | Allan Moffat Racing                     | 6        | 1         | 4     | ?  | 2      | 13     | 6.º  |
| 1970      | Tasman Touring Series                        | Ford Motor Company of Australia         | 3        | 2         | 1     | ?  | 3      | 32     | 1.º  |
| 1971      | Campeonato Australiano de Turismos           | Allan Moffat Racing                     | 7        | 3         | 4     | 1  | 5      | 37     | 2.º  |
| 1972      | Campeonato Australiano de Turismos           | Allan Moffat Racing                     | 8        | 3         | 7     | 7  | 4      | 53     | 3.º  |
| 1972      | South Pacific Touring Series                 | ?                                       | ?        | ?         | ?     | ?  | ?      | ?      | ?    |
| 1973      | Campeonato Australiano de Turismos           | Ford Motor Co.                          | 8        | 5         | 4     | ?  | 7      | 80     | 1.º  |
| 1974      | Campeonato Australiano de Turismos           | Allan Moffat Racing                     | 5        | 2         | 3     | ?  | 3      | 39     | 3.º  |
| 1975      | Campeonato Australiano de Turismos           | Allan Moffat Racing                     | 3        | 0         | 0     | ?  | 0      | 2      | 23.º |
| 1975      | Campeonato IMSA GT - GTO                     | BMW Motorsport                          | 1        | 1         | 0     | 0  | 1      | ?      | ?    |
| 1976      | Campeonato Australiano de Turismos           | Moffat Ford Dealers                     | 11       | 3         | 2     | ?  | 7      | 85     | 1.º  |
| 1976      | Campeonato Australiano de Sedánes Deportivos | Allan Moffat Racing                     | 8        | 5         | ?     | 1  | 7      | 33     | 1.º  |
| 1977      | Campeonato Australiano de Turismos           | Moffat Ford Dealers                     | 10       | 7         | 4     | ?  | 9      | 106    | 1.º  |
| 1977      | Campeonato Australiano de Sedánes Deportivos |                                         | 2        | 0         | ?     | ?  | 0      | 2      | 17.º |
| 1978      | Campeonato Australiano de Turismos           | Moffat Ford Dealers                     | 8        | 1         | 2     | ?  | 3      | 31     | 4.º  |
| 1979      | Campeonato Australiano de Turismos           | Allan Moffat Racing                     | 3        | 0         | 0     | ?  | 0      | 2      | 27.º |
| 1979      | Campeonato Australiano de Sedánes Deportivos | Allan Moffat Racing                     | 3        | ?         | ?     | ?  | ?      | 6      | 7.º  |
| 1980      | Campeonato Australiano de Deportivos         | Team Porsche Australia                  | 8        | 6         | 3     | 4  | 6      | 41     | 1.º  |
| 1980      | Campeonato Australiano de Sedánes Deportivos | Allan Moffat Racing                     | 5        | 0         | 1     | ?  | 0      | 4      | 13.º |
| 1980      | Campeonato Mundial de Marcas - IMSA          | Mazdaspeed                              | 1        | 0         | 0     | 0  | 0      | 0      | ?    |
| 1980      | Campeonato Mundial de Marcas - GTU           | JLC Racing                              | 1        | 0         | 0     | 0  | 0      | 0      | ?    |
| 1981      | Campeonato Australiano de Resistencia        | Peter Stuyvesant International Racing   | ?        | 1         | ?     | ?  | ?      | ?      | ?    |
| 1982      | Campeonato Australiano de Turismos           | Peter Stuyvesant International Racing   | 7        | 2         | 2     | 2  | 3      | 31     | 3.º  |
| 1982      | Campeonato Australiano de Resistencia        | Peter Stuyvesant International Racing   | 5        | 3         | 2     | ?  | 3      | 29     | 1.º  |
| 1982      | Better Brakes Touring Car Series             | Peter Stuyvesant International Racing   | 1        | 1         | 1     | 1  | 1      | 1      | ?    |
| 1982      | Campeonato Mundial de Resistencia - IMSA     | Dick Barbour Racing                     | 1        | 0         | 0     | 0  | 0      | 0      | ?    |
| 1982      | Campeonato IMSA GT - GTU                     | Kent Racing                             | 1        | 1         | 0     | 0  | 1      | 1      | ?    |
| 1983      | Campeonato Australiano de Turismos           | Peter Stuyvesant International Racing   | 8        | 4         | 3     | 1  | 7      | 166    | 1.º  |
| 1983      | Campeonato Australiano de Resistencia        | Peter Stuyvesant International Racing   | 2        | 1         | 0     | 1  | 2      | 48     | 4.º  |
| 1984      | Campeonato Australiano de Turismos           | Peter Stuyvesant International Racing   | 4        | 1         | 3     | 1  | 2      | 45     | 9.º  |
| 1984      | Campeonato Australiano de Resistencia        | Peter Stuyvesant International Racing   | 4        | 1         | 1     | 0  | 4      | 78.5   | 1.º  |
| 1985      | Campeonato IMSA GT - GTO                     | Allan Moffat Racing                     | 1        | 0         | 0     | 0  | 0      | 4      | 77.º |
| 1986      | Campeonato Australiano de Resistencia        | Holden Dealer Team                      | 3        | 0         | 0     | 0  | 0      | 38.5   | 13.º |
| 1986      | Campeonato Europeo de Turismos               | Allan Moffat Racing Rousesport          | 4        | 0         | 0     | 0  | 0      | 20     | ?    |
| 1987      | Campeonato Mundial de Turismos               | Mobil Holden Dealer Team                | 6        | 1         | 0     | 0  | 1      | 0      | ?    |
| 1988      | Campeonato Australiano de Turismos           | Allan Moffat Enterprises                | 6        | 0         | 0     | 0  | 1      | 34     | 9.º  |
| 1988      | Campeonato de Asia-Pacífico de Turismos      | Allan Moffat Enterprises                | 1        | 0         | 0     | 0  | 0      | 0      | ?    |
| 1989      | Campeonato Australiano de Turismos           | Allan Moffat Enterprises                | 6        | 0         | 0     | 0  | 0      | 14     | 11.º |
| Fuente:   |                                              |                                         |          |           |       |    |        |        |      |

## Resultados

### 500 Millas de Bathurst/1000 km de Bathurst
| Año     | Equipo                                | Copilotos                       | Automóvil                      | Clase                | Vueltas | Pos. | Pos. Clase |
| ------- | ------------------------------------- | ------------------------------- | ------------------------------ | -------------------- | ------- | ---- | ---------- |
| 1969    | Ford Australia                        | Alan Hamilton                   | Ford XW Falcon GTHO            | D                    | 129     | 4.º  | 4.º        |
| 1970    | Ford Motor Co of Australia            |                                 | Ford XW Falcon GTHO Phase II   | E                    | 130     | 1.º  | 1.º        |
| 1971    | Ford Motor Co of Australia            |                                 | Ford XY Falcon GT-HO Phase III | E                    | 130     | 1.º  | 1.º        |
| 1972    | Ford Motor Company of Australia       |                                 | Ford XY Falcon GT-HO Phase III | D                    | 122     | 9.º  | 5.º        |
| 1973    | Ford Motor Company of Australia       | Ian Geoghegan                   | Ford XA Falcon GT Hardtop      | D                    | 163     | 1.º  | 1.º        |
| 1974    | Allan Moffat Racing                   | Dieter Glemser                  | Ford XB Falcon GT Hardtop      | 3001-6000c           | 92      | DNF  | DNF        |
| 1975    | Allan Moffat Racing                   | Ian Geoghegan                   | Ford XB Falcon GT Hardtop      | D                    | 109     | DNF  | DNF        |
| 1976    | Moffat Ford Dealers                   | Vern Schuppan                   | Ford XB Falcon GT Hardtop      | 3001-6000cc          | 87      | DNF  | DNF        |
| 1977    | Moffat Ford Dealers                   | Jacky Ickx                      | Ford XC Falcon GS500 Hardtop   | 3001-6000cc          | 163     | 1.º  | 1.º        |
| 1978    | Moffat Ford Dealers                   | Jacky Ickx                      | Ford XC Falcon Cobra           | A                    | 81      | DNF  | DNF        |
| 1979    | Allan Moffat Racing                   | John Fitzpatrick                | Ford XC Falcon GS500 Hardtop   | A                    | 136     | DNF  | DNF        |
| 1980    | Allan Moffat Racing                   | John Fitzpatrick                | Ford XD Falcon                 | 3001-6000cc          | 3       | DNF  | DNF        |
| 1980    | Channel 7 Breville Racing             | Bob Morris Bill O'Brien         | Ford XD Falcon                 | 3001-6000cc          | 88      | DNF  | DNF        |
| 1981    | Peter Stuyvesant International Racing | Derek Bell                      | Mazda RX-7                     | 6 Cilindros Rotativo | 119     | 3.º  | 1.º        |
| 1982    | Peter Stuyvesant International Racing | Yoshimi Katayama                | Mazda RX-7                     | A                    | 156     | 6.º  | 6.º        |
| 1983    | Peter Stuyvesant International Racing | Yoshimi Katayama                | Mazda RX-7                     | A                    | 162     | 2.º  | 2.º        |
| 1984    | Peter Stuyvesant International Racing | Gregg Hansford                  | Mazda RX-7                     | Grupo C              | 161     | 3.º  | 3.º        |
| 1984    | Peter Stuyvesant International Racing | Gregg Hansford                  | Mazda RX-7                     | Grupo C              | 15      | DNF  | DNF        |
| 1986    | Mobil Holden Dealer Team              | Peter Brock                     | Holden VK Commodore SS Group A | C                    | 162     | 5.º  | 4.º        |
| 1987    | Allan Moffat Enterprises              | Andy Rouse Thierry Tassin       | Ford Sierra RS500              | 1                    | 31      | DNF  | DNF        |
| 1988    | Allan Moffat Enterprises              | Klaus Niedzwiedz Gregg Hansford | Ford Sierra RS500              | A                    | 129     | DNF  | DNF        |
| Fuente: |                                       |                                 |                                |                      |         |      |            |

### 500 km de Sandown[nota 1]
| Año     | Equipo                                | Copilotos      | Automóvil                      | Clase        | Vueltas | Pos. | Pos. Clase |
| ------- | ------------------------------------- | -------------- | ------------------------------ | ------------ | ------- | ---- | ---------- |
| 1964    | Allan Moffat                          | Jon Leighton   | Ford Cortina Lotus             | G            | 220     | 4.º  | 1.º        |
| 1965    | Allan Moffat                          | Jim Palmer     | Ford Cortina Lotus             | C            | 224     | DNF  | DNF        |
| 1969    | Ford Motor Company                    | John French    | Ford XW Falcon GTHO            | D            | 118     | 1.º  | 1.º        |
| 1970    | Ford Motor Company                    |                | Ford XW Falcon GTHO Phase II   | E            | 130     | 1.º  | 1.º        |
| 1971    | Ford Motor Company                    |                | Ford XY Falcon GTHO Phase III  | E            | ?       | DNF  | DNF        |
| 1972    | Ford Motor Company of Australia       |                | Ford XY Falcon GTHO Phase III  | D            | 11      | DNF  | DNF        |
| 1973    | Ford Motor Company of Australia       |                | Ford XA Falcon GT Hardtop      | D            | 52      | DNF  | DNF        |
| 1974    | Allan Moffat Racing                   |                | Ford XB Falcon GT Hardtop      | D            | 130     | 1.º  | 1.º        |
| 1975    | Allan Moffat Racing                   |                | Ford XB Falcon GT Hardtop      | A            | 76      | DNF  | DNF        |
| 1976    | Moffat Ford Dealers                   |                | Ford XB Falcon GT Hardtop      | D            | 128     | 2.º  | 2.º        |
| 1977    | Moffat Ford Dealers                   |                | Ford XC Falcon GS500 Hardtop   | D            | 127     | 3.º  | 3.º        |
| 1978    | Moffat Ford Dealers                   |                | Ford XC Falcon Cobra           | 6000cc       | ?       | DNF  | DNF        |
| 1979    | Allan Moffat Racing                   |                | Ford XC Falcon GS500 Hardtop   | A            | ?       | DNF  | DNF        |
| 1980    | Marlboro Holden Dealer Team           |                | Holden VC Commodore            | A            | 107     | 3.º  | 3.º        |
| 1981    | Peter Stuyvesant International Racing |                | Mazda RX-7                     | A            | 115     | 6.º  | 6.º        |
| 1982    | Peter Stuyvesant International        |                | Mazda RX-7                     | D            | 109     | 1.º  | 1.º        |
| 1983    | Peter Stuyvesant International Racing |                | Mazda RX-7                     | Sobre 3000cc | 129     | 1.º  | 1.º        |
| 1984    | Peter Stuyvesant International Racing | Gregg Hansford | Mazda RX-7                     | Sobre 3000cc | 128     | 2.º  | 2.º        |
| 1986    | Mobil Holden Dealer Team              | Peter Brock    | Holden VK Commodore SS Group A | B            | 128     | 4.º  | 4.º        |
| 1988    | Allan Moffat Enterprises              | Gregg Hansford | Ford Sierra RS500              | A            | 129     | 1.º  | 1.º        |
| 1989    | Allan Moffat Enterprises              | Gregg Hansford | Ford Sierra RS500              | A            | 12      | DNF  | DNF        |
| Fuente: |                                       |                |                                |              |         |      |            |

### 24 Horas de Le Mans
| Año     | Equipo              | Copilotos                    | Automóvil      | Clase    | Vueltas | Pos. | Pos. Clase |
| ------- | ------------------- | ---------------------------- | -------------- | -------- | ------- | ---- | ---------- |
| 1980    | Dick Barbour Racing | Bobby Rahal Bob Garretson    | Porsche 935 K3 | IMSA     | 134     | DNF  | DNF        |
| 1982    | Mazdaspeed Co. Ltd. | Yojiro Terada Takashi Yorino | Mazda RX-7     | IMSA GTX | 282     | 14.º | 6.º        |
| Fuente: |                     |                              |                |          |         |      |            |